# Vratislav Blažek
Vratislav Blažek (ur. 31 sierpnia 1925 w Náchod, zm. 28 kwietnia 1973 w Monachium) – czeski poeta, dramaturg i scenarzysta filmowy.

## Dramaty
- Král nerad hovězí
- Kde je Kuťák? (1948)
- Třetí přání (1958, komedia)
- Příliš štědrý večer (1960)

## Scenariusze
- Hudba z Marsu
- Návštěva z oblak
- Tři přání
- Chlap jako hora
- Dva z onoho světa
- Starci na chmelu
- Dáma na kolejích
- Světáci